# 預付款
预付款是指客戶在收到的货物或享受到服務前提前向商家支付一部分貨款，等到收到貨物和享受到服務後再將剩餘的貨款結清。在工程項目中，業主在項目開工前會先向施工方支付一定的費用，讓施工方購買原材料。這筆費用即預付款一般不低於合同金額的10%，不高於合同金額的30%。